# José Francisco de Viveiros
José Francisco de Viveiros (Alcântara, 1840—?, 1903) foi um político brasileiro.
Aos 12 anos, foi morar no Rio de Janeiro, ficando sob os cuidados do avô, o senador Jerônimo José Viveiros.
Formou-se em Direito no Recife, em 1862.
Foi líder do Partido Conservador no Maranhão, após a morte de seu pai, Francisco Mariano de Viveiros Sobrinho, o barão de São Bento.
Foi eleito deputado da Assembleia Geral do Império em 1861 e deputado provincial entre 1870 e 1875.
Foi vice-presidente da província do Maranhão, de 18 de abril a 28 de setembro de 1874, de 14 de junho a 23 de junho de 1875, e de 29 de abril a 25 de agosto de 1886.
Com o advento da república, foi membro da 1ª Junta Governativa do Maranhão (1889) e do Conselho de Intendência de São Luís.
Por duas vezes, foi eleito deputado federal do Maranhão (1894-1900).
Faleceu em 1903.